# 荷蘭國籍法
《荷蘭國籍法案》旨在界定荷蘭公民的定義，並規範加入及退出荷蘭國籍的方式。
根據此法案的規定，荷蘭公民身份主要以血統主義界定，並於特殊情況下實施屬地主義。

## 歷史
最早的一部《荷蘭國籍法案》（下稱「舊國籍法」）於1850年制訂，清晰界定荷蘭國籍與公民權的定義，以填補既有法律對國籍解釋的空白。而在1892年，舊國籍法經過一次重大修訂，確立以父系血統主義為基礎的國籍判斷原則，並一直沿用至1985年。
為配合荷蘭政府擬於1985年中起，嚴格執行歐洲各國簽訂的《減少多重國籍狀況協定》，加上舊國籍法中荷籍無法循母系傳承。因此，荷蘭國會於1984年12月通過經大幅重寫的《荷蘭國籍法案》，以解決上述問題。法案隨後得到荷蘭女王御准，並於1985年元旦起生效。

## 取得荷蘭國籍

### 憑出生途徑
根據現行的新國籍法，只要符合以下其中一項條件，即可循世系資格繼承荷蘭國籍：
- 婚生：其父或/及母任何一方為荷蘭公民（不論出生地）
- 非婚生：其生父必須為荷蘭公民，且於出生前已向當局申報

除此以外，荷蘭國籍法亦規定部分人士，可憑屬地原則自出生起成為荷蘭公民：
- 父或/及母一方尚未入籍，但具備荷蘭永住權，並於荷蘭領土[註 1]出生[5]
- 任何於荷蘭領土、船舶或飛機上尋獲的孤兒，且在5歲前生父/母身份仍未確定[6]

### 憑出生以外途徑
在新國籍法的框架下，外國人或其他與荷蘭有聯繫人士，可按照所需條件，循常規歸化或國籍選擇手續入籍。

#### 歸化
在一般情況下，外國人必須循歸化手續入籍，並符合以下條件：
- 年滿18歲
- 於荷蘭住滿5年，並已具備永住權證，期間亦不能有任何刑事紀錄
- 於「荷蘭語作為第二語言考試」中獲取一級或二級成績，以證明語言能力達標[7]；同時，亦須於公民考試中取得合格成績
- 放棄外國國籍（以下情況除外：原籍國法律或/及政策不容許、於荷蘭土生土長但未曾入籍，或經當局甄別為難民[8]）

然而，特定人士於申請入籍時，可於居住年期要求方面，獲得不同程度的減免：
| 特定情況                                           | 申請入籍最短居留年期   |
| -------------------------------------------------- | ---------------------- |
| 依親移民（僅包括與荷蘭公民結婚，或由荷蘭公民領養） | （無，抵埗後即可申請） |
| 曾退出荷蘭籍、且不及於十年限期內恢復國籍           | （無，抵埗後即可申請） |
| 無國籍人士                                         | 3年                    |
| 兒童曾由荷蘭公民撫養最少3年                        | 3年                    |
| 於荷蘭住滿10年                                     | 2年                    |

#### 國籍選擇
若申請人與荷蘭有一定程度的聯繫，則可申請循國籍選擇手續入籍，僅需符合下列任何一項資格，以證明其聯繫即可：
- 於荷蘭土生土長，但不合資格憑出生而取得荷籍（持外籍人士適用）
- 於荷蘭土生土長，並住滿最少連續3年（無國籍人士適用）
- 自4歲起已於荷蘭定居，直至最少18歲
- 已退出荷蘭國籍，但仍於國內合法居留最少1年[9]
- 與荷蘭公民結婚最少3年，並定居最少連續15年
- 65歲或以上長者，定居最少連續15年
- 由荷蘭公民撫養最少3年
- 符合「隱性荷蘭人」定義（見下文）

值得一提的是，上述人士申請國籍選擇時，無須放棄外國國籍。

#### 有關「隱性荷蘭人」的安排
按照舊版國籍法，荷蘭公民身份不能循母系血統承傳。為解決新法訂立前相關人士的身份問題，當局曾於1985-87年間推出特別入籍安排，容許只有母親一方具備荷蘭國籍、且並非婚生的人士（下稱「隱性荷蘭人」），循國籍選擇途徑成為荷蘭公民。然而，由於推廣不足，不少合資格人士無法趕及在限期（即1987年12月31日）前完成登記。
在隱性荷蘭人權益團體等持份者施壓下，當局最終在2008年訂立特別法案，以設立供有關人士入籍的永久安排。上述安排於2010年10月1日起推出 ，資格如下：
- 1984年12月31日或以前出生（即舊國籍法被廢止前）
- 有母親一方具荷蘭國籍
- 未及於1987年12月31日前登記，而無法循特設安排成為荷蘭公民
- 無犯罪紀錄

根據法案規定，上述人士的荷蘭公民身份，均透過「國籍選擇」途徑取得。

## 喪失荷蘭國籍
如有以下三種情況的其中一種，有關人士將自動喪失荷蘭國籍：
- 取得別國國籍後未有申報：凡年滿18歲[17]、自願取得別國國籍，又未有在十年內向當局申報者，會被自動退出荷蘭國籍[18]。
- 於海外定居：若有關人士自出生起同時獲得別國國籍、一直於當地定居，且於18歲後十年內未有滿足以下其中一項條件：
  - 申領/續領荷蘭護照
  - 申請保留國籍

他們將被自動退出荷蘭國籍。
- 強剝奪：若荷蘭公民被查出有以下行為，將被剝奪國籍：
  - 參與伊斯蘭國相關恐怖活動（包括但不限於前往相關衝突地區，並打算加入該組織）[19][註 2]
  - 申請入籍時弄虛作假，並被查出，或未有於歸化後如期放棄原有國籍（追溯期為入籍後12年內[註 3]）
  - 於荷蘭對外戰爭期間加入敵軍

### 有關保留國籍手續的資格
根據2003年4月1日的修訂，以下荷蘭公民只需於屆滿18歲，或入籍別國日期起十年內主動申請，即可合法持有荷蘭與第三國多重國籍：
- 自出生起即獲得別國公民身份，且於當地定居
- 18歲以上公民以別國公民身份，於當地定居連續最少5年
- 與外國人結婚，並循依親移民方式入籍當地（不包括目前仍為《減少多重國籍狀況協定》參與國的歐洲國家）

若於上述日期前因獲得別國公民身份，而被退出荷蘭籍的人士，則須於2013年4月1日或以前補交上述申請。

## 申請入籍及相關儀式

### 提交申請
不論入籍途徑，申請人必須提交以下證明文件副本，以茲核實：
- 已填妥及簽立的二聯申請及聲明表格，包括：
  - 效忠聲明書
  - 放棄外籍聲明書（申請國籍選擇者不適用，下同）；或
  - 豁免放棄外籍申述書（如適用）
- 有效護照或其他旅行證件
- 出世紙
- 有效荷蘭永住權證或同等證明文件（歐盟/歐洲經濟區成員國公民獲豁免）
- 公民考試及「荷蘭語作為第二語言考試」合格證書（申請國籍選擇者獲豁免）

若旅行證件及出世紙並非以荷蘭法定語文（即荷蘭文、英文、法文或德文）刊印，申請人需同時提交該等文件的翻譯副本。
而在提交申請的同時，尚需繳納相應的申請費。按照現行收費表，單人申請歸化費用為€945，而申請國籍選擇為€200。

### 後續步驟
在交齊申請文件及繳交費用後，有關申請將提交移民及歸化局，進行最長為期一年的審查。完成後，有關結果將以信件寄送予申請人；若申請被拒，有關人士可於一個月內申請上訴。

而在收到批准信後，申請人尚需依期出席公民宣誓儀式，才能成為荷蘭公民，並獲發入籍證書。現行誓詞/確認詞如下：
|  | Ik zweer (verklaar) dat ik de grondwettelijke orde van het Koninkrijk der Nederlanden, haar vrijheden en rechten respecteer en zweer (beloof) de plichten die het staatsburgerschap met zich meebrengt getrouw te vervullen. Degene die de verklaring aflegt voegt daar ter bevestiging aan toe: Zo waarlijk helpe mij God almachtig, of: Dat verklaar en beloof ik. |

英文語意如下：
|  | I swear (or declare) that I respect the constitutional order of the Kingdom of the Netherlands, its freedoms and its rights, and I swear (promise) to faithfully fulfil the obligations due to my nationality. So help me God Almighty (or: This is what I promise and declare.) |

中文語意如下：
|  | 我謹此宣誓，我將尊重荷蘭王國的憲制秩序，及其自由與權利；同時，我謹此宣誓，我基於自己的國籍，定當忠實地遵守法規。願上主保佑我（確認詞結尾為：「此誓」）。 |

## 荷蘭公民的權利
荷蘭公民享有以下權利：
- 具備歐盟公民身份[24]
  - 可於歐盟及歐洲自由貿易聯盟享有遷徙及工作自由
  - 參與歐盟及荷蘭國內各級選舉
  - 在海外急需協助時，若荷蘭於該國並無設立駐外機構，可向其他歐盟成員國的同類機構求助[25]
- 合資格申領（及續領）荷蘭護照及身份證，當中前者可於全球188個國家享有免預先簽證待遇

## 註解
1. ↑  即荷蘭王國四個構成國之一，包括荷蘭本土、阿魯巴、庫拉索及荷屬聖馬丁
2. ↑  如有關人士於前往該等地區期間，被查出使用荷蘭護照出入境，當局除有權剝奪國籍外，亦可同時宣佈該人護照即時作廢。
3. ↑  但有關人士若同時干犯指明嚴重罪行（如種族滅絕罪）時，可終身追究其入籍時作出虛假聲明行為。

## 外部連結
- Dutch nationality law （页面存档备份，存于）
- Ministry of Foreign Affairs
- Dutch Nationality, Embassy of the Netherlands, Ottawa
- Obtaining Dutch Nationality, Dutch Immigration and Nationality Directorate
- Article: The steep and thorny way to Naturalisation Day, a testimony by Sueli Brodin in Crossroads
- Article: Who Gets to Be Dutch? By John Tyler, Radio Netherlands Worldwide New legislation makes it harder to become a Dutch citizen while keeping another passport. At the same time the bill allows so-called latent Dutch people to finally become fully Dutch.
- Article: Hoe bepaal je of je een latente Nederlander bent? Radio Nederland Wereldomroep How do you determine whether you are latent Dutch? (in Dutch)
- Expatica Dutch residence permit application procedures
- IND - Immigration and Naturalisation Information on whether or not one may renounce one's nationality
- Wikispaces.com site Latente Nederlanders/Latent Dutch established by and for members of the latent Dutch 'community' to share information on the Dutch citizenship application process